# 托尼·道森
托尼·道森（英語：Tony Dawson，1967年8月25日—），美国NBA联盟前职业篮球运动员。